# Kabinett Jammeh

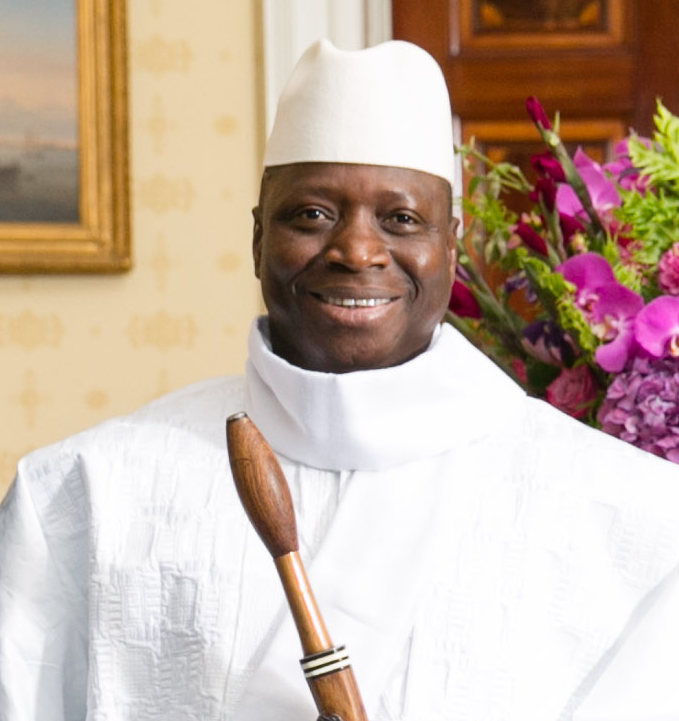
Präsident Yahya Jammeh (2014)

Das Kabinett Yahya Jammeh wurde vom Präsidenten Yahya Jammeh ernannt, der vom 22. Juli 1994 bis zum 19. Januar 2017 sowohl Staatsoberhaupt als auch Regierungschef von Gambia war.
Es setzte sich aus dem Präsidenten und 18 Ministerämtern zusammen.

## Das Kabinett
Das Kabinett auf dem Stand vom 10. Mai 2011:
| #  | Ressort | Amtsinhaber          |
| -- | --- | -------------------- |
| -  | Präsident und Oberbefehlshaber der Streitkräfte President of the Republic of the Gambia and Commander in Chief of the Armed Forces                        | Yahya Jammeh         |
| 01 | Vizepräsidentin und Ministerin für Angelegenheiten der Frauen Vice-President and Minister of Women's Affairs                                              | Isatou Njie Saidy    |
| 02 | Minister für Finanzen und Wirtschaft Minister of Finance and Economic Affairs                                                                             | Mambury Njie         |
| 03 | Minister für Gesundheit und Soziales Minister of Health and Social Welfare                                                                                | Fatim Badjie         |
| 04 | Minister für Forstwirtschaft und Umwelt Minister of Forestry and the Environment                                                                          | Jato Sillah          |
| 05 | Minister für Inneres und NGO-Angelegenheiten Minister of the Interior and NGO Affairs                                                                     | Ousman Sonko         |
| 06 | Minister für Bauwesen und Infrastruktur Minister of Works, Construction and Infrastructure                                                                | Njogou L. Bah        |
| 07 | stellvertretende Ministerin für Erdöl und Bergbau Deputy Minister of Petroleum and Mineral Resources                                                      | Teneng Mba Jaiteh    |
| 08 | stellvertretender Minister für Landwirtschaft Deputy Minister of Agriculture                                                                              | Khalifa Kambi        |
| 09 | Minister für Gemeinden und Landverwaltung Minister of Local Government and Lands                                                                          | Pierre Tamba         |
| 10 | Minister für Äußeres und internationale Kooperationen Minister of Foreign Affairs, International Cooperation and Gambians Abroad                          | Mamadou Tangara      |
| 11 | Minister für Handel, Regionale Integration und Beschäftigung Minister of Trade, Regional Integration and Employment                                       | Abdou Kolley         |
| 12 | Ministerin für Tourismus und Kultur Minister of Tourism and Culture                                                                                       | Fatou Mass Jobe-Njie |
| 13 | Minister für Fischerei, Wasserwirtschaft und Angelegenheiten der Nationalversammlung Minister of Fisheries, Water Resources and National Assembly Matters | Lamin Kaba Bajo      |
| 14 | Generalstaatsanwalt und Minister für Justiz Attorney General and Minister of Justice                                                                      | Edward Gomez         |
| 15 | Minister für Information und Kommunikations-Infrastruktur Minister of Information and Communication Infrastructure                                        | Abdoulie Cham        |
| 16 | Ministerin für Hochschulwesen, Forschung, Wissenschaft und Technologie Minister of Higher Education, Research, Science and Technology                     | Mariama Sarr-Ceesay  |
| 17 | Ministerin für den primären und sekundären Bildungsbereich Minister of Basic and Secondary Education                                                      | Fatou Lamin Faye     |
| 18 | Minister für Jugend und Sport Minister of Youth and Sports                                                                                                | Sheriff Gomez        |